# Irkutsk
Irkutsk (ruski Ирку́тск) je glavni grad Irkutske oblasti u Ruskoj Federaciji. Jedan je od najvećih gospodarskih središta istočnog Sibira i važna postaja na Transsibirskoj željeznici, 5.185 km udaljen od Moskve.

## Zemljopis
Irkutsk je smješten u južnom dijelu Sibira, nedaleko od Bajkalskog jezera i predstavlja najveći grad bajkalske regije. Sam grad leži na desnoj obali rijeke Angare, pritoke Jeniseja, 45 m ispod razine njenog istjecanja iz Bajkalskog jezera. Rijeka je na ovom mjestu široka 579 m. Na suprotnoj obali je predgrađe Glaskovsk. Na rijeci je kod grada sagrađena brana iza koje se nalazi Irkutsko umjetno jezero koje se proteže sve do Bajkalskog jezera. Rječica Irkut, po kojoj je grad dobio svoje ime utječe u Angaru nasuprot gradu. Kroz grad teče i rječica Ida odnosno Ušakovka. Reljef je brdovit (obronci gorja Sajan).
Klima je hladna snježno-šumska (kao i u najvećem dijelu Sibira). Ljeti je prosječna temperatura 18 °C, a zimi -19 °C. Bajkalsko jezero utječe na smanjenje temperaturnih amplituda, tako da godišnje razlike temperature nisu izražene kao drugdje u Sibiru. Količina padalina nije velika jer je srednji Sibir vrlo udaljen od mora. Najviše padalina padne ljeti. U prostoru oko grada raste gusta crnogorična šuma tajga.

## Znamenitosti
Najvažnija je crkva Kazanki s karakterističnim plavim kupolama. Postoji sinagoga sagrađena 1881. koja je nedavno pretrpjela požar. Među znamenitostima se ističu kuća-muzej dekabrista, Znamenski samostan, spomenik caru Aleksandru III., te godine 2004. podignuti spomenik bjelogardijskom generalu Aleksandru Kolčaku koji je ovdje pogubljen 1920., prvi takav u Rusiji. Značajan je muzej Taltsy, muzej sibirske tradicionalne kulture na otvorenom. Tamo su preseljene mnoge tradicionalne sibirske drvene kuće koje su morale biti poplavljene zbog izgradnje brana na sibirskim rijekama.

## Povijest
Irkutsk je izrastao iz zimske utvrde Ivana Pohabova izgrađene 1652. za prikupljanje poreza od Burjata. 1686. je dobio službeni status grada. Najznačajnija osoba u vjerskom životu Irkutska je pravoslavni misionar i biskup Inocent Irkutski. 1760. je sagrađena cesta od Irkutska do Moskve (Sibirska cesta). Grad postaje glavna trgovačka postaja za trgovinu Rusije i Kine.
U 19. st. je car protjerao mnoge intelektualce i umjetnike u Sibir, te su se nastanili u Irkutsku. Zbog toga se Irkutsk razvio kao značajan intelektualni i umjetnički centar (dobio je naziv "Pariz Sibira"). 1879. je požar poharao guvernerovu palaču i mnoge druge građevine. 1898. je sagrađena željeznica do Irkutska.
U Irkutsku je došlo do brojnih sukoba tijekom građanskog rata kojim su komunisti došli na vlast. Godine 1920. su komunisti u Irkutsku strijeljali Aleksandra Kolčaka, jednog od vođa protukomunističkih boraca. Tijekom komunističkog razdoblja se favorizira industrijalizacija. Godine 1959. sagrađena je brana na Angari.

## Stanovništvo
Broj stanovnika kroz povijest:
- 1875. 32.512
- 1900. 49.106
- 1975. 500.000
- 2002. 593.400

## Gospodarstvo
U Irkutsku je razvijena avionska industrija Irkut koja proizvodi dijelove za ruske avione i ruska vlada ju planira spojiti s Tupoljevom, Iljušinom i ostalim ruskim proizvođačima aviona. Značajna je proizvodnja električne energije u hidroelektrani na Angari.

## Gradovi prijatelji
- Ulan Bator, Mongolija
- Shenyang, Kina
- Kanazawa, Japan
- Eugene, Oregon, SAD
- Novi Sad, Srbija
- Pforzheim, Njemačka
- Évian-les-Bains, Francuska
- Strömsund, Švedska
- Pordenone, Italija
- Grenoble, Francuska
- Dijon, Francuska